# Diciopédia
Diciopédia foi uma enciclopédia multimédia, em língua portuguesa, lançada pela Porto Editora e pela Priberam em Janeiro de 1997. Foi descontinuada a partir da Diciopédia 2010, lançada em finais de 2009, a partir de então nunca mais foi lançada nenhuma nova versão, possivelmente devido ao desenvolvimento e crescimento de uma enciclopédia em rede, a Wikipédia.
O nome surgiu da junção da palavra dicionário com o vocábulo enciclopédia, uma vez que o produto abrange as duas áreas proporcionando a consulta de oito dicionários para além da enciclopédia, são eles: língua portuguesa, português-inglês, inglês-português, verbos portugueses, verbos ingleses, provérbios, antroponímia e toponímia. Originalmente denominado Diciopédia – Grande Dicionário Enciclopédico Multimédia: uma verdadeira História da Humanidade em língua portuguesa!, este produto foi evoluindo gradualmente, até ser sido adaptado numa aplicação móvel para iOS e Android em 2010 e 2011 respectivamente.

## Versões
| Edição          | Ano  |
| --------------- | ---- |
| Diciopédia      | 1997 |
| Diciopédia 99   | 1998 |
| Diciopédia 2000 | 1999 |
| Diciopédia 2001 | 2000 |
| Diciopédia 2002 | 2001 |
| Diciopédia 2003 | 2002 |
| Diciopédia 2004 | 2003 |
| Diciopédia 2005 | 2004 |
| Diciopédia 2006 | 2005 |
| Diciopédia X    | 2006 |
| Diciopédia 2008 | 2007 |
| Diciopédia 2009 | 2008 |
| Diciopédia 2010 | 2009 |

## Prémios
- Prémio PC Guia - “Melhor Enciclopédia / Dicionário / Software Educativo”, em Maio de 2007, com a DICIOPÉDIA X.
- Prémio PC Guia - “Melhor Enciclopédia / Dicionário / Software Educativo”, em Junho de 2003, com a DICIOPÉDIA 2004.
- Prémio Inforpor  - “Melhor Produto na Categoria Multimédia“, em Outubro de 2002, com a DICIOPÉDIA 2003.
- Prémio Excelência VDI – “Melhor Produto Multimédia“, em Outubro de 2002, com a DICIOPÉDIA 2003.
- Prémio PC Guia – “Melhor Editora de Enciclopédia / Dicionário”, em Junho 2002, com a DICIOPÉDIA 2003.
- Prémio Bit/Generali – “Os Melhores do Portugal Digital 2001, O Melhor Produto Multimédia Nacional” em Maio de 2002, com a DICIOPÉDIA 2002.
- Prémio “Os Melhores de Portugal Digital 2000”, Promovido pela revista BIT e pelo Grupo Segurador Generali, na categoria de “Melhor Produto Multimédia Nacional”, em Abril de 2001, com a DICIOPÉDIA 2001.
- Prémio “Produtos do Ano”, selecção promovida pela revista PC World junto dos respectivos leitores na categoria “Melhor Software de Referência”, com a DICIOPÉDIA 2001.
- Concurso Nacional de Software- Certame organizado pela Microsoft na categoria “Educação”, com a DICIOPÉDIA 2001.
- Prémio “PC Guia”, na categoria “Melhor Editora de Enciclopédia Multimédia”, com a DICIOPÉDIA 2001.
- Prémio “BiT – O Melhor da Inforpor 2001”, na categoria “Melhor Produto Multimédia”, com a DICIOPÉDIA 2002.
- 4.º Concurso Nacional de Software Microsoft, 2.º Prémio na Categoria “Educação”, com a DICIOPÉDIA 2001.
- Prémio PC Guia na categoria “Melhor Editora de Enciclopédia Multimédia”, com a DICIOPÉDIA 2001.
- Os Melhores do Portugal Digital 2000 BIT / Generali na categoria de “Melhor Produto Multimédia Nacional”, com a DICIOPÉDIA 2001.
- Prémio PC GUIA "Melhor Editor de Enciclopédia Multimédia", com a DICIOPÉDIA 99.
- Prémio Inforpor 98, eleito "O Melhor da Inforpor 98" na categoria de Software Multimédia e Jogos, com a  DICIOPÉDIA 99.
- Prémio PC World com o produto: "O Melhor CD-ROM Multimédia Nacional", Distinção Máxima na categoria, com a DICIOPÉDIA.

Na parte enciclopédica, para além da gama variada de artigos, possui um vasto leque de imagens, vídeos, diaporamas, animações, entre outros, que se completam proporcionando um conhecimento mais amplo sobre os vários assuntos tratados, e um módulo de gráficos interactivo que permite criar trabalhos de análise sobre os temas propostos.
A Diciopédia X, edição comemorativa do 10.º aniversário, está disponível em 5 CD-ROMs e em DVD-ROM. Todos os 380.000 documentos são pesquisáveis por temas e/ou tipos de documentos estruturados em mais de 190 temas e subtemas. A enciclopédia inclui ainda um Guia Curricular para os 10.º, 11.º e 12.º anos.